# Lothar Schröder (Tiermediziner)
Lothar Alfred Arno Schröder (* 15. November 1925 in Großhartmannsdorf; † 8. Februar 1991) war ein deutscher Veterinäranatom und Hochschullehrer.

## Leben und Werk
Schröder nahm nach dem Schulabschluss am Zweiten Weltkrieg teil, in dem er eine schwere Verwundung erlitt. Danach studierte er Medizin und promovierte 1952 an der Veterinärmedizinischen Fakultät der Universität Leipzig zum Dr. med. vet. Danach nahm er eine Tätigkeit als wissenschaftlicher Assistent, ab 1954 als Oberassistent auf. Nach seiner Habilitation 1957 wurde er 1958 Dozent an der Universität Leipzig, 1961 Professor mit Lehrauftrag und ab 1962 Professor mit vollem Lehrauftrag. Sein Forschungsschwerpunkt war die Veterinäranatomie. Er wurde Mitglied der Anatomischen Gesellschaft. Von 1963 bis 1969 war er Direktor des Veterinär-Anatomischen Instituts der Universität Leipzig. 1989 wurde er aufgrund Erkrankung vorzeitig emeritiert. Zwei Jahre später starb er wenige Monate nach seinem 65. Geburtstag.

## Schriften (Auswahl)
- Untersuchungen über das Vorkommen von Salmonellen bei Ratten in einer mitteldeutschen Großstadt. Leipzig 1952.
- (mit Rolf Krahmer): Anatomie der Haustiere. S. Hirzel, Leipzig 1976.
- (mit Erich Schwarze): Kompendium der Veterinär-Anatomie, mehrere Bände, Jena.